# Lule-Jokkmokks kontrakt
Lule-Jokkmokks kontrakt var ett kontrakt inom Svenska kyrkan i Luleå stift. Det upphörde 31 december 2004.  
Kontraktskoden var 1106

## Administrativ historik
Kontraktet bildades 1 juli 1959 under namnet Lule kontrakt
från en del av då upphörda Norrbottens södra kontrakt
- Nederluleå församling
- Luleå domkyrkoförsamling som tidigare benämnts Luleå stadsförsamling
- Överluleå församling
- Edefors församling
- Råneå församling

1962 bildades
- Gunnarsbyns församling
- Örnäsets församling

1 juli 1990 tillfördes från av då upphörda Jokkmokks kontrakt och kontraktet namnändrades samtidigt till Lule-Jokkmokks kontrakt
- Jokkmokks församling
- Porjus församling
- Vuollerims församling

1998 bildades
- Sävasts församling

När kontraktet upplöstes 2005 övergick Jokkmokks, Porjus och Voullerims församlingar till Norra Lapplands kontrakt och övriga till ett nybildat Lule kontrakt

## Kontraktsprostar
| Ämbetstid | Namn          | Levnadstid | Övrigt                                 |
| --------- | ------------- | ---------- | -------------------------------------- |
| 1959–1963 | Stig Hellsten | 1913–1999  | Kyrkoherde i Luleå domkyrkoförsamling. |